# Magnario di Narbona
Magnario, Magnari in catalano e in spagnolo (prima metà dell'VIII secolo – dopo il 793), è stato un nobile franco, conte di Narbona dal 782 al 793.

## Origine
Magnario era un nobile franco, di cui non si conoscono gli ascendenti.

## Biografia
Di Magnario si hanno poche notizie.

La penisola iberica nell'814, con la marca di Spagna, da poco costituita

Magnario viene citato come secondo conte di Narbona nella Gran enciclopèdia catalana - vescomtat de Narbona.
Anche il Bulletin de la Commission archéologique de Narbonne, anno 1902, conferma che Magnario, nel 791, governava il territorio di Narbona, essendo succeduto a Milone.
Milone era morto dopo il 782, ma non si conoscono né le cause né l'anno preciso, comunque prima del 790, in quanto, nel 791il conte era Magnario,  come ci viene confermato dal documento n° 10 delle Preuves de l'Histoire de Languedoc, in cui Carlo Magno confermava che il territorio governato dal visdomino Magnario (vecedomino a Magnario comite de Narbona) comprendeva anche Caunes (villae Caunensis).
Non si conosce l'anno esatto della morte di Magnario; gli succedette Sturmione, che viene citato come terzo conte di Narbona nella Gran enciclopèdia catalana - vescomtat de Narbona.

## Discendenza
Di Magnario non si conoscono né il nome della moglie né alcuna discendenza.

### Fonti primarie
- (LA)  #ES Histoire générale de Languedoc.

### Letteratura storiografica
- (FR)  Bulletin de la Commission archéologique de Narbonne, anno 1902.